# Yngve Svalander
Yngve Christian Samuel Svalander född 23 juli 1920 i Göteborg, död 1 september 1989 i Uppsala domkyrkoförsamling, var en svensk tecknare, grafiker och teaterdekoratör.

## Biografi
Yngve Svalander var son till direktören John Emil Gunnar Svalander och Tuttan Sjöholm och från 1946 gift med konstnären Ingrid Margareta Årfelt. Han studerade på Slöjdföreningens skola i Göteborg 1937 och vid Tekniska skolan 1938–1939 samt vid Konsthögskolan i Stockholm 1945–1948 samt Skolan för bokhantverk  1949 och under ett antal studieresor till Finland, Norge, Frankrike och Österrike. Han medverkade i Nationalmuseums Unga tecknare, utställningen Svart och vitt på Konstakademien och Föreningen Nordiska tecknares utställning på Svensk-franska konstgalleriet och Svensk bogkunst 1907–1957 som visades i Köpenhamn samt en utställning med egna originalteckningar på Galleri Artek i Stockholm. 
Som illustratör komponerade han ett flertal bok- och tidskriftsomslag, bland annat illustrerade han Margit Geijer-Råbergs Resa i Arkadien, Alice Curtis Desmonds Äventyr i kaffelandet  där han anknyter till franskt 1800-tal men har även påverkats av Bertil Bull Hedlund och Stig Borglind. Han arbetade helt i svart-vitt. Han var anlitad som illustratör för tidskrifterna Vi, Vecko-Journalen, Upsala Nya Tidning, Expressen, Esselte i Göteborg och Gumaelius reklambyrå i Göteborg. Som teaterdekoratör utförde han några dekorationer för Uppsala stadsteater. Han var initiativtagare till bildandet av Föreningen Svenska Tecknare. Han gav ut sagoboken Ballongresan. Han var ordförande för föreningen Svenska tecknare 1957–1958. 
Yngve Svalander är begravd på Uppsala gamla kyrkogård.

## Representation
Svalander är representerad i Gustav VI Adolfs samling, Uppsala universitetsbibliotek, Göteborgs universitetsbibliotek  och Borås konstmuseum.

## Teater

### Scenografi
| År   | Produktion                              | Upphovsmän         | Regi           | Teater                    |
| ---- | --------------------------------------- | ------------------ | -------------- | ------------------------- |
| 1960 | Plötsligt i somras Suddenly Last Summer | Tennessee Williams | Lennart Olsson | Uppsala-Gävle Stadsteater |